# Villingerød
Villingerød er en tidligere landsby i Esbønderup Sogn, indtil kommunalreformen i 1970 lå det i Holbo Herred, Frederiksborg Amt, fra 1970 til 2007 i Græsted-Gilleleje Kommune.

## Historie
Villingerød omtales første gang 1178 (Withlingeruth).
I 1682 bestod Villingerød af 9 gårde og 4 huse uden jord. Det samlede dyrkede areal udgjorde 473,4 tønder land skyldsat til 87,82 tdr hartkorn. Dyrkningsformen var trevangsbrug.